# ATP Itaparica 1986
L'ATP Itaparica 1986 è stato un torneo di tennis giocato sul cemento. È stata la 1ª edizione dell'ATP Itaparica, che fa parte del Nabisco Grand Prix 1986. Il torneo si è giocato a Itaparica in Brasile, dal 24 al 30 novembre 1986.

## Campioni

### Singolare maschile
Andrés Gómez ha battuto in finale  Jean-Philippe Fleurian con il punteggio di 4–6, 6–4, 6–4

### Doppio maschile
Chip Hooper /  Mike Leach hanno battuto in finale  Loïc Courteau /  Guy Forget con il punteggio di 7–5, 6–3